# Małgorzata Habsburg (1346–1366)
Małgorzata Habsburg (ur. 1346 w Wiedniu; zm. 14 listopada 1366 w Brnie) – księżniczka austriacka, księżna Tyrolu i margrabina morawska.
Małgorzata była córką księcia Albrechta II Kulawego i Johanny von Pfirt. Już jako dziecko została zaręczona z Meinhardem III Tyrolskim, synem Małgorzaty Maultasch. Małżeństwo trwało w latach 1358–1359. Meinhard zmarł w 1363. Małżeństwo było bezdzietne. W 1364 Małgorzata została trzecią żoną margrabiego morawskiego Jana Henryka Luksemburskiego, którego pierwszą małżonką była Małgorzata Maultasch. Małżeństwo było bezpotomne.